# Riotord
Riotord település Franciaországban, Haute-Loire megyében. Lakosainak száma 1185 fő (2022. január 1.). Riotord Vanosc, Burdignes, Marlhes, Saint-Régis-du-Coin, Saint-Sauveur-en-Rue, Dunières, Saint-Julien-Molhesabate és Saint-Romain-Lachalm községekkel határos.

## Népesség
A település népessége az elmúlt években az alábbi módon változott:
| Lakosok száma | 1513 | 1330 | 1228 | 1154 | 1179 | 1179 | 1174 | 1179 | 1182 | 1185 |
|               | 1968 | 1982 | 1990 | 2006 | 2013 | 2015 | 2017 | 2019 | 2020 | 2022 |